# Excreción vegetal
La excreción en plantas es para extraer sustancias que luego pueden ser utilizadas por ellas mismas para realizar sus funciones de fotosíntesis y de respiración, o bien, acumularla en sus vacuolas para sustancia de reserva.
En los vegetales no existe una excreción propiamente dicha ya que no tienen estructuras especializadas para realizar esta función. La cantidad de sustancias de desecho es muy baja. Algunas de estas sustancias son reutilizadas en procesos anabólicos: el H2O y el CO2 se pueden emplear para realizar la fotosíntesis. Los pocos desechos producidos no siempre salen al exterior. Se pueden acumular en vacuolas o espacios intercelulares. Otra sustancia de desecho en las plantas es el oxígeno, como resultado del proceso de la fotosíntesis. En algunos tipos de plantas se encuentran estructuras denominadas glándulas de sal o glándulas salinas, cuya función es la excreción de sales en ambientes ricos de estas sustancias. Las plantas presentan estructuras denominadas estomas que se encuentran en las áreas donde se realizan la fotosíntesis, principalmente en las hojas. Son células especializadas en la expulsión de gases como dióxido de carbono, oxígeno y agua (transpiración). Contienen células oclusivas encargadas de abrir y cerrar el estoma para la entrada y salida de gases y agua. El conjunto de estomas y células oclusivas se denomina aparato estomático y se necesita el H2O para que las vacuolas puedan transportar. Las plantas poseen además estructuras llamadas lenticelas que cumplen una función similar a los estomas, pero que se hayan localizadas en el tronco y las ramas, muchas veces de manera visible al ojo.